# Marv Fleming
(en) Statistiques sur pro-football-reference
Marvin Lawrence Fleming (né le 2 janvier 1942 à Longview) est un joueur américain de football américain.

## Enfance
Fleming étudie à la Compton High School de Compton en Californie et sort diplômé du lycée en 1959,.

## Carrière

### Université
Il entre à l'université de l'Utah où il joue pour l'équipe de football américain des Utes. Lors de son parcours universitaire, il est victime d'un accident de la route avec son collègue de chambre George Seifert, leur voiture tombant dans la Truckee et laissant Fleming avec une blessure à la nuque. Les deux hommes parviendront à s'échapper de la voiture et à récupérer après une hospitalisation.

### Professionnel
Marv Fleming est sélectionné au neuvième tour de la draft de l'AFL par les Broncos de Denver en 1963 au soixante-neuvième choix ainsi que par les Packers de Green Bay à la draft de la NFL sur le 154e choix. Il signe avec les Packers treize jours après la draft et remplace pendant deux matchs Jerry Kramer, victime d'une blessure, en 1963 avant de retourner sur le banc. L'entraîneur Vince Lombardi n'est pas très satisfait de son rendu et sort de sa retraite Bill Anderson mais une blessure de ce dernier lors de la pré-saison 1966 permet à Fleming de revenir comme titulaire.
Il devient alors le tight end titulaire de la formation de Green Bay et va remporter les Super Bowl I et II, totalisant quatre-vint-quinze matchs avec les Packers dont soixante-sept comme titulaire, 109 passes reçues pour 1 300 yards et douze touchdowns,. En 1970, il est échangé aux Dolphins de Miami contre Jack Clancy et va jouer les Super Bowl VI, VII et VIII avec Don Shula, remportant les deux derniers et devenant le premier joueur de l'histoire de la NFL à disputer cinq Super Bowl,.
En 1975, Fleming est échangé aux Redskins de Washington contre les droits de Charley Harraway et un choix de la draft 1977 mais il est libéré le 9 septembre 1975 sans avoir joué le moindre match officiel, mettant fin à sa carrière professionnelle. En 2010, il est introduit au temple de la renommée des Packers de Green Bay.